# Episodi di Baby Sitter (prima stagione)
La prima stagione della serie televisiva Baby Sitter è stata trasmessa in anteprima negli Stati Uniti d'America dalla CBS tra il 3 ottobre 1984 e il 3 aprile 1985.
| nº | Titolo originale         | Titolo italiano | Prima TV USA     | Prima TV Italia |
| -- | ------------------------ | --------------- | ---------------- | --------------- |
| 1  | Pilot                    |                 | 3 ottobre 1984   |                 |
| 2  | Extracurricular Activity |                 | 10 ottobre 1984  |                 |
| 3  | Another Saturday Night   |                 | 17 ottobre 1984  |                 |
| 4  | War                      |                 | 24 ottobre 1984  |                 |
| 5  | Cousin Elliot            |                 | 7 novembre 1984  |                 |
| 6  | Slumber Party            |                 | 14 novembre 1984 |                 |
| 7  | Discipline               |                 | 21 novembre 1984 |                 |
| 8  | Trick or Treat           |                 | 28 novembre 1984 |                 |
| 9  | A Date with Enid         |                 | 5 dicembre 1984  |                 |
| 10 | Friends & Lovers         |                 | 12 dicembre 1984 |                 |
| 11 | Home for the Holidays    |                 | 19 dicembre 1984 |                 |
| 12 | Accidental Puppy         |                 | 26 dicembre 1984 |                 |
| 13 | The Commotion            |                 | 2 gennaio 1985   |                 |
| 14 | Mr. President            |                 | 16 gennaio 1985  |                 |
| 15 | Jill's Decision          |                 | 23 gennaio 1985  |                 |
| 16 | Pressure from Grandma    |                 | 30 gennaio 1985  |                 |
| 17 | Snowed In                |                 | 6 febbraio 1985  |                 |
| 18 | Charles 'R' Us           |                 | 13 febbraio 1985 |                 |
| 19 | Charles' Spring Break    |                 | 20 febbraio 1985 |                 |
| 20 | The Wrong Guy            |                 | 27 febbraio 1985 |                 |
| 21 | Mr. Brilliant            |                 | 13 marzo 1985    |                 |
| 22 | Meet Grandpa             |                 | 3 aprile 1985    |                 |